# 白沢高原温泉
白沢高原温泉（しらさわこうげんおんせん）は、群馬県沼田市白沢町（旧国上野国）にある温泉。

## 泉質
- アルカリ性単純温泉
- 源泉温度：57℃

## 温泉街
初穂カントリークラブ白沢高原コースの付帯施設として「白沢高原温泉湯元 初穂の湯」があり、時間限定で日帰り入浴客に開放されている。
国道120号沿いの「道の駅白沢」には日帰り入浴施設「望郷の湯」がある。

## アクセス
- 関越自動車道沼田ICより約4km。